# Reading (Vermont)
Reading es un pueblo ubicado en el condado de Windsor en el estado estadounidense de Vermont. En el año 2010 tenía una población de 666 habitantes y una densidad poblacional de 6 personas por km².

## Geografía
Reading se encuentra ubicado en las coordenadas 43°29′39″N 72°35′47″O / 43.49417, -72.59639.

## Demografía
Según la Oficina del Censo en 2000 los ingresos medios por hogar en la localidad eran de $44,306 y los ingresos medios por familia eran $48,636. Los hombres tenían unos ingresos medios de $32,202 frente a los $25,000 para las mujeres. La renta per cápita para la localidad era de $20,504. Alrededor del 8.1% de la población estaban por debajo del umbral de pobreza.